# San Marino na Letnich Igrzyskach Paraolimpijskich 2012
San Marino na Letnich Igrzyskach Paraolimpijskich 2012 reprezentował 1 zawodnik.
Dla reprezentacji San Marino był debiut w igrzyskach paraolimpijskich.
Jedynym reprezentantem San Marino był lekkoatleta Christian Bernardi

## Kadra

### Lekkoatletyka
Konkurencje techniczne
| Zawodnik           | Konkurencja              | Finał          | Finał |
| Zawodnik           | Konkurencja              | Odległość      | Poz.  |
| ------------------ | ------------------------ | -------------- | ----- |
| Christian Bernardi | Pchnięcie kulą F54/55/56 | 4.54m (68 pkt) | 19.   |